# Desert de foc
Desert de foc (títol original en anglès, Salt and Fire) és una pel·lícula de thriller del 2016 escrita i dirigida per Werner Herzog. La pel·lícula és protagonitzada per Michael Shannon, Veronica Ferres i Gael García Bernal. Explica la situació d'una presa d'ostatges enfront d'un desastre ecològic a Bolívia. Es va estrenar al Festival Internacional de Cinema de Shanghai. Es va seleccionar per projectar-se a la secció Presentacions especials del Festival Internacional de Cinema de Toronto de 2016. S'ha doblat i subtitulat al català.